# All Saints
All Saints foi um girl group britânico, formado em 1993. É composto por quatro membros: Shaznay Lewis, Melanie Blatt, Natalie Appleton e Nicole Appleton. Foi fundado, sob o título de "All Saints 1.9.7.5", como um trio composto por Blatt, Lewis e Simone Rainford. O grupo esforçou-se para encontrar o sucesso comercial no selo ZTT Records, porém elas foram abandonadas pouco tempo depois que Rainford deixou o grupo. No entanto, em 1996, ela foi substituída pelas irmãs Appleton e o grupo, agora como quarteto, assinou com a London Records somente como All Saints.
O álbum de estreia do All Saints, auto-intitulado (1997), atingiu o segundo lugar na parada UK Albums Chart e se tornou o terceiro álbum de um girl group mais vendido de todos os tempos no Reino Unido. Recebeu cinco certificados de platina pela British Phonographic Industry (BPI). O projeto emplacou três singles em primeiro lugar no país, incluindo "Under the Bridge"/"Lady Marmalade", "Bootie Call" e "Never Ever"; este último é a segunda música mais vendida de todos os tempos por um grupo feminino no Reino Unido, atrás apenas de "Wannabe" das Spice Girls. O segundo disco das meninas, Saints & Sinners (2000), tornou-se seu primeiro a alcançar o topo do UK Albums Chart e emplacou dois singles número um Reino Unido: "Pure Shores" e "Black Coffee". Em meio a brigas entre as integrantes, All Saints separou-se no ano seguinte. 
Elas se reagruparam depois de assinar com a Parlophone Records, para lançar seu terceiro álbum Studio 1 (2006). No entanto o projeto, que foi um fracasso nas paradas, levou a Parlophone a demiti-las. Após uma segunda separação em 2009, o grupo se reuniu em 2014 para uma série de apresentações ao vivo, o que levou-as a assinar com a London Records novamente, para o lançamento de seu quarto álbum, Red Flag (2016). Em janeiro de 2016, foi revelado que o quarteto já tinha vendido acima de 12 milhões de gravações globalmente. Músicos como Jessy Lanza e Charli XCX citaram o All Saints como uma influência em seu trabalho. Foi notada também a influência do grupo na moda britânica no final dos anos 1990, particularmente seu estilo característico de calças cargo em imagens promocionais e aparições ao vivo.

## Trajetória

### 1993–1995: Formação e mudanças de formação
Tanto Melanie Blatt quanto Shaznay Lewis começaram suas carreiras como backing vocals no Sarm West Studios, a gravadora ZTT na rua All Saints, Londres. Em 1993 Melanie, Shaznay e a terceira integrante original Simone Rainford decidiram gravar juntas. Escolheram se chamar All Saints 1.9.7.5. como a rua aonde elas se conheceram e seu ano de nascimento. Elas assinaram com a ZTT Records.
Em 1994, All Saints 1.9.7.5. se apresentaram pela primeira vez no Touch Magazine Stage no Nothing Hill Carnival. Elas lançaram dois singles juntas, mas não tiveram muito sucesso. E mais, Simone e Melanie tinham conflitos sobre que direções musicais a banda deveria seguir, o que causou tensões na banda.
No verão de 1995, Simone deixou o grupo e a ZTT Records demitiu a dupla. Por acaso, Mel e Shaz encontraram uma substituta para Simone. O pai de Melanie encontrou Nicole Appleton a quem sua filha conhecia desde seus dias na Sylvia Young Theatre School. Shaznay encourajou Nicole a se juntar ao grupo. Sua irmã, Natalie, estava relutante em se juntar à banda, pois ela tinha dado à luz dois anos antes sua filha Rachel e não queria abandonar a maternidade. Contudo, os pais de Nicole e Natalie ofereceram ajuda para criar o bebê, permitindo que Natalie seguisse sua carreira de popstar.

### 1997–1998:All Saints
Depois de estarem unidas como um novo grupo em Maio de 1996, as quatro conheceram Karl Gordon, um ex-membro da banda Outlaw Posse, quem gravou uma demo de "I Know Where It's At". A próxima tarefa foi procurar por uma nova gravadora, mas a maioria das gravadoras procuravam uma cópia das Spice Girls. Felizmente, a demo chegou a London Records, onde John Benson finalizou a música em Novembro de 1996.  No verão de 1997 "I Know Where It's At", seu primeiro single, chegou ao 4º lugar nos charts de singles do Reino Unido.
O segundo single, "Never Ever", lançada no mundo todo, chegando ao 1º lugar no Reino Unido por duas semanas e na Austrália por sete semanas consecutivas. O single conseguiu vender 1 milhão de cópias só no Reino Unido. A música foi responsável pelo grupo ter ganho dois BRIT Awards em 1998, por melhor single e melhor vídeo. Seu primeiro álbum All Saints foi lançado em 24 de Novembro de 1997, atingindo o 2º lugar no Reino Unido nos charts de álbuns. O terceiro single foi um 'double A-side' "Under the Bridge"/"Lady Marmalade" o qual foi seu segundo single 'number one' no Reino Unido, subindo ao top dos charts em Maio de 1998.
No mesmo mês o álbum foi relançado com um novo tracklist, ligeiramente diferente e depois do sucesso de "Never Ever" a versão Nice Hat Remix foi substituída pela All Star Remix, "Let's Get Started" foi renomeada "If You Want To Party (I Found Lovin')"e "Beg" e "Trapped" foram reeditadas e remasterizadas. "Bootie Call" foi o quarto single do álbum e seur terceiro 'number one' no Reino Unido'. "War of Nerves" foi escolhida como o quinto e final single do primeiro álbum 'All Saints'. Foi lançado em 23 de Novembro de 1998 e culminou num sétimo lugar.
Em Novembro de 1998, as All Saints ganharam então como Artista Revelação no MTV Europe Music Awards em Milão e fizeram uma das apresentações ao vivo, com "Lady Marmalade" sem Melanie porque ela estava dando a luz sua filha. O grupo esteve no Brasil pela única vez em 1998 e estiveram em vários programas de tv.

### 2000–2001:Saints & Sinners, Cinema e Término
No início de 2000 as All Saints estavam de volta com um novo single chamado "Pure Shores", uma parceria com William Orbit que foi parte da trilha sonora do filme A Praia com Leonardo DiCaprio. O single foi seu quarto 'number one' no Reino Unido e se tornou o segundo single mais vendido no ano de 2000 lá. A música foi mais tarde apresentada no MTV Europe Music Awards em Estocolmo, em 2000.
Depois vimos Natalie, Nicole e Melanie envolvidas nas filmagens e gravação da trilha sonora de seu primeiro filme. As garotas fizeram os papéis principais no filme Honest dirigido pelo integrante do Eurythmics, Dave Stewart. O filme é uma comédia de humor negro que se passa em Londres nos anos 60's e elas interpretam três irmãs espertas que roubam e geralmente causam confusão.
Depois de quase 8 meses após o lançamento de "Pure Shores", em 2 de Outubro de 2000, elas lançam o segundo single de seu segundo álbum, a música "Black Coffee", que foi seu 5º e último 'number one' no Reino Unido. A música foi apresentada e lançada em Setembro de 2000 na Itália quando elas se apresentaram no Festivalbar show. Em 14 de Outubro de 2000 seu tão aguardado segundo álbum de estúdio Saints & Sinners foi lançado e foi direto ao 1º lugar nos charts de álbuns no Reino Unido, vendendo 950.000 cópias só nesse país. O terceiro e último single do álbum foi "All Hooked Up", lançado em 27 de Janeiro de 2001 e chegou apenas ao 7º lugar nos charts do Reino Unido.
No início de 2001 as All Saints se dividiram devido a uma crescente rivalidade dentro da banda o que deixou o grupo dividido em dois: Melanie e Shaznay de um lado e as irmãs Appleton do outro. Em Novembro de 2001, a London Records, sua gravadora na época, lançou um cd com os maiores hits do grupo intitulado "All Hits" que continha todos os singles lançados e o primeiro single da carreira solo de Melanie Blatt chamado "TwentyFourSeven". O álbum chegou ao 18º lugar nos charts de álbuns do Reino Unido, com isso o grupo chegava ao fim, após inúmeras discussões entre as integrantes nos meses anteriores, que gerou uma situação insustentável para o grupo.

### 2006–2009: Reunião &Studio 1
Após meses de especulações em 2005, as garotas foram vistas juntas saindo de um restaurante em Hampstead, Londres, em 24 de Janeiro de 2006 e isso anunciou que a banda estava de volta. As All Saints assinaram um acordo com a Parlophone, pois Shaznay estava trabalhando como compositora para a gravadora. De Janeiro a Agosto de 2006 elas escreveram e gravaram seu terceiro álbum de estúdio intitulado "Studio 1" e o lançaram em 13 de Novembro de 2006.
O primeiro single, "Rocksteady" foi lançado em 6 de Novembro de 2006. A música tocou pela primeira vez numa rádio no programa "The Chris Moyles Show" na BBC Radio 1 em 21 de Setembro de 2006. NME anunciou que seu mais recém reformado grupo estaria indo a uma extensiva turnê pelo Reino Unido em 2007 para promover seu novo álbum.
Para sua primeira apresentação desde a separação o grupo cantou "Rocksteady" no programa de tv Ant & Dec's Saturday Night Takeaway em 21 de Outubro de 2006. Elas também se apresentaram num pequeno show para uma empresa de celular 3's "3 Front Room", Uma série de shows privados com bandas conhecidas. Seguindo a 3ª colocação de "RockSteady", se pensou que o álbum seria um grande sucesso como os antecedentes. Quando o álbum foi lançado chegou apenas ao top 40, na 40ª posição antes de cair à 74ª na seguinte semana.
Um segundo single do álbum foi planejado. As garotas gravaram um vídeo para "Chick Fit" antes do Natal e foi marcado para ter lançamento dia 26 de Fevereiro de 2007. As intenções delas de promover o single nunca se realizou e no fim, um lançamento físico foi cancelado. Tendo apenas um lançamento digital que falhou no top 200. Isso confirmava que as All Saints e a Parlophone Records tinham partido em direções diferentes e as garotas não iniciaram uma turnê.
O terceiro e último single do álbum, "Not Eazy" foi lançado apenas na Australia.
Num evento em Setembro de 2007 Nicole, Natalie e Melanie anunciaram que as All Saints estavam gravando um novo álbum juntas. Nenhuma outra informação foi revelada sobre outra gravadora, mas elas disseram que estavam definitivamente trabalhando juntas. Surge uma parceria de Shaznay com os Snowflakers, a música The Fallout. Em Janeiro de 2008 Nicole e Melanie participaram do Big Brother: Celebrity Hijack.
Em fevereiro de 2008, em um comunicado de imprensa como forma de promoção do single o single Wideboys, com Shaznay Lewis ("Daddy O"), publicado no site oficial de All Around the World, Foi afirmado que All Saints estava gravando no estúdio e estariam de volta com novo material, antes do final de 2008. No entanto nenhuma gravadora foi mencionada na atualização, os fãs especularam que o novo selo do grupo seria a All Around the World. Em setembro de 2008, All Around the World negou as especulações que as All Saints tinham assinado com eles, em um post em seu site oficial. No entanto um terceiro álbum, naquele momento, acabou não acontecendo e o grupo novamente veio a se separar, Logo após a sua segunda separação, a integrante Melanie Blatt, veio a público dizer que as All Saints "nunca mais voltariam a cantar juntas novamente".

### 2013–2022:Red Flag
Em 25 de Maio de 2013, a ex integrante do grupo, Simone Rainford faleceu devido a complicações no tratamento de um cancro no rim um mês depois do seu 38 º aniversário em sua casa em Greenwich. Melanie Blatt enviou suas condolências via Twitter.
Em novembro de 2013, foi anunciado que o grupo retornaria para abrir a turnê de shows dos Backstreet Boys em cinco datas no Reino Unido e na Irlanda em 2014. Em janeiro de 2016 o grupo postou um teaser emblemático nas redes sociais. No mesmo mês, o All Saints divulgou o lançamento de um novo álbum, Red Flag, que será lançado no dia 8 de abril de 2016, pela antiga gravadora do grupo a London Records, precedido do primeiro single, "One Strike", em 26 de fevereiro. O single, composto por Shaznay, faz alusão ao polêmico divórcio de Nicole Appleton e Liam Gallagher. O site oficial está no ar novamente. O texto descritivo do grupo diz que 2016 será o ano do All Saints. O novo disco traz composições sinceras sobre os últimos anos das integrantes além das inconfundíveis harmonias vocais.
Em 22 de fevereiro de 2016, All Saints anunciou seu primeiro espetáculo mediático em mais de uma década no KOKO de Londres. Em 15 de março de 2016, o grupo anunciou sua primeira turnê em 15 anos em apoio ao seu álbum de retorno de 2016, Red Flag. A excursão de Red Flag, visitará 10 cidades britânicas durante todo outubro 2016, começando em Newcastle em cima de Tyne e terminando em Norwich. O grupo revelou que a lista de turnê será composta por todos os seus singles de sucesso, também com algumas faixas de Red Flag.
Red Flag estreou no número 3 na UK Albums Chart. O grupo confirmou que o segundo single do álbum seria "This Is A War". Em 22 de outubro, foi anunciado que elas seriam atos de abertura do Take That em sua turnê pelo Reino Unido e Irlanda entre maio e junho de 2017.

### 2017–2022:Testamente hiato
Em 19 de março de 2017, o quarteto confirmou que a gravação de seu quinto álbum de estúdio havia começado. Assim como em seus álbuns anteriores, Karl "K-Gee" Gordon esteve envolvido na produção, assim como William Orbit, que produziu "Pure Shores" e "Black Coffee".
Em 29 de maio de 2018, o grupo anunciou por meio de sua conta oficial no Instagram o nome do projeto, Testament, juntamente com sua data de lançamento em 11 de julho de 2018. O primeiro single da obra, intitulado "Love Lasts Forever", estreou na BBC Radio 2 em 31 de maio. O grupo embarcou em uma turnê nacional em comemoração ao lançamento do disco no mesmo ano. Em 14 de abril de 2020, elas liberaram uma regravação de "Message in a Bottle" com Sting. Um "Official Studio Video" foi lançado em 20 de abril de 2020.

## Discografia
- All Saints (1997)
- Saints & Sinners (2000)
- Studio 1 (2006)
- Red Flag (2016)
- Testament (2018)

## Turnês
| Como atração principal - All Saints Tour (1999) - Saints & Sinners Tour (cancelada) (2001) - Red Flag Tour (2016) | Como banda de abertura - In A World Like This Tour – Backstreet Boys Tour (2014) |